# F.King Toggy
TOGGY（トギー）1967年3月16日-）は福岡県を拠点に活動するラジオDJ・パーソナリティ・ミュージシャン・ローカルタレント・ドラマー。血液型A型。身長180cm、体重75kg。正式芸名は「ファレドリッチ・キング・トギー」略して「F. King Toggy」。通常は『DJ TOGGY』と名乗って活動。別名・ 中洲の山田さん（なかすのやまださん）

## 略歴
3人男兄弟の長男。イタリアフィレンツェに生まれて出生3ヶ月で北九州市小倉北区に転居し森林幼稚園に入って年中時に中退。5歳の時に北九州市戸畑区に転居した」と、本人は述べている。正式芸名は「ファレドリッチ・キング・トギー」略して「F. King Toggy」だが通常は『TOGGY』と名乗って活動している。
「親類にイタリア人がいる」と述べている。幼い頃からパイロットへの憧れが強く学生時代には宇宙ロケット開発の研究に携わっていた。しかしパイロットにはならず、1987年にナガハタゼンジらと共に、バンド「STEP」のドラマーとしてEPIC・ソニーよりデビューを果たし、2枚のアルバム・3枚のシングルを発売。バンド時代にはKBCラジオでメンバーとともにレギュラー番組も担当。
解散後に日本国内外を放浪した後にワーキング・ホリデー制度を利用してオーストラリア・シドニーに約1年間滞在。調理師免許およびビザを取得して再びオーストラリアに渡るつもりでいたが天安門事件が発生しビザが発給され難くなり断念したと述べている。
帰国後に地元・北九州に戻り、ホテルマン等のアルバイトをした後、損害保険会社研修後に損害保険代理店資格を取得し独立。
1996年頃からTVQ九州放送「とんでナイト北九州」MCやタワーレコード小倉店HMV天神店などの店内DJを務める。
1997年4月からは地元に本社があるCROSS FMで『DIGITAL MORNING DRIVE』のナビゲーター（DJ）を担当、いよいよ全県中で知られる事となる。番組は2003年から『CROSS MORNING SHOW GOOD MORNING DMD』にリニューアルしたのち終了。2004年4月からは福岡市天神にある同局の天神きらめき通りスタジオへ移動、放送時間を夕方に移し『CATEGORY T.T.』の担当となる。また 2006年4月からはKBCラジオ、2007年10月からはニッポン放送、2008年10月からは大阪FM802にもその活躍の場を広げている。
故郷・北九州を愛していてスタジオが天神に移った後も北九州に居を構え（福岡にも事務所を設立）、北九州市関連の仕事も多い。1998年に市制35周年オフィシャルナビゲーターを務めた他、『北九州日豪協会』『北九州ジャズ愛好会』『北九州市の広報に意見を言う会』『北九州角打ち文化研究会』『福岡文化連盟』などに会員として参加している。
ムード歌謡歌手「中洲の山田さん」名義でCD「中洲ブルース」を2014年に限定1000枚発売し完売。全国のJOYSOUNDカラオケにて配信。
船舶免許・調理師免許を持ち、書道・茶道を嗜むなど様々な趣味を持つ。趣味の域を出ないが巷で販売されているプラスチック製のバットとボールを使い、少ない人数・狭い場所でも行えるスポーツを『プラ野球』と命名して『日本プラ野球連盟』を個人的に設立し「戸切章行」名義でコミッショナーを務めている。

## 現在の担当番組
- TOGGYの START UP TODAY! （LOVE FM、月曜～金曜 6:30 - 6:58）
- 〜Ultra Radio Connection〜「DIG!!!!!!! FUKUOKA」（FM福岡、毎週木曜日担当 12:30 - 16:30）
- モダンプロジェ presents 「START UP RADIO!」（FM福岡、毎週水曜日　11:55-12:00　FM長崎、FM沖縄でも放送）
- TOKYO interior presents 「Good Life More」（FM福岡、毎週金曜日　12:25～12:30)
- TOGGYの清く正しくテキトーチャンネル（J:COMチャンネル 北九州・福岡・宗像・下関エリア）

## 過去の担当番組

### FM FUKUOKA
- SUPER RADIO MONSTER ラジ☆ゴン（2017年10月〜2020年3月）
- Sound Puredio Presents 「DRIVING TONES with TOGGY」（2019年7月〜、FM山口でも放送。毎週木曜日 11:55 - 12:00）

- 「TOGGYのRising Car Life」 Supported by 朝日自動車（2021年7月〜2022年12月、毎週木曜日 11:55 - 12:00）

### CROSS FM
2017年10月よりFM福岡に出演を開始。
- DIGITAL MORNING DRIVE
- CROSS MORNING SHOW GOOD MORNING DMD
- CATEGORY T.T.
- T.T. PREMIUM
- TOGGY'S T.T.
- friday special ～THE PRESIDENTS～
- ライフサポーターあなたを守る防災ラジオ（在福6局共同制作　2012.3.11）

### LOVE FM
- Midnight Soundscape  （2018年4月〜2021年3月、毎週木曜日 23:00 - 23:30）

### KBCラジオ
- ブギウギラジオ
- TOGGYの土曜の夜にナンモナイト? （2017年4月〜2019年3月）
- TOGGY's AHEAD!（2014年3月31日〜2017年3月31日）
- 伝えたいこと。うみがめからのメッセージ　（2009.5.31）

### KBC TV
- きらめきNo.1（Narration）　2013～2014
- 北九州オンリーワン（Narration）
- 「今夜は生でジャズらNight」　2017.9.9  2018.9.14

### TVQ九州放送
- カンパイ（提供・鷹正宗）
- とんでナイト北九州（放送時はTXN九州）
- Birkin Cafe（中島史恵と共にメインMCを務めた）
- Moon Walker's MegaMix

### テレビ西日本
- Hi-Ho!（ナレーター出演）
- 今晩あいたいTNしー!火曜日『星の種』（KANと共にメインMCを務めた）
- ミッドナイトショッピング『Toggy's Collection』（テレビ静岡、テレビ新広島、テレビ愛媛でも放送。2006年6月まで）
- Qでん百科（金曜11:00〜11:15。FNS九州各局で放送。ナレーター出演）

### RKB TV
- みみたぶぅ
- ゴマサバァ
- 北九州魅力ミュージアム　2012～2014

### 北部九州エリア外
- TOGGY'S Barボナセーラセニョリータ（ニッポン放送、金曜20:30〜20:50、2007年10月〜2008年3月）
- Holiday Special TOGGY's CAFE （ニッポン放送、2008.7.21）
- タマホーム HAPPY LIFE LABORATORY （FM802、土曜23:00〜24:00）
- STARFLYER　7ch Cross FM SKY WAVE STATION （2012年〜2014年）

## CM
- アラジン（福岡県を中心とする中古車販売会社）

江頭2:50と共演

資さんうどん（FM福岡にて日替わりのラジオCM 　2019.8〜）